# Catanduva
Catanduva är en stad och kommun i Brasilien och ligger i delstaten São Paulo. Folkmängden uppgick år 2014 till cirka 120 000 invånare. Catanduva blev en egen kommun 1917.